# Hipparchia stellifer
Hipparchia stellifer är en fjärilsart som beskrevs av Chneour 1942. Hipparchia stellifer ingår i släktet Hipparchia och familjen praktfjärilar. Inga underarter finns listade i Catalogue of Life.